# Enscribe
Enscribe es la base de datos jerárquica nativa en servidores HP NonStop (Tándem). Soporta cinco estructuras de archivo: no estructurado, secuenciado por clave, secuenciado por entrada, relativo y en cola. Enscribe soporta archivos particionados a través de discos físicos múltiples. Soporta bloqueo a nivel de archivo y también a nivel de registro. Para trabajar con archivos Enscribe se utilizan las API Guardian o la utilidad FUP (File Utility Program)
Muchas de las aplicaciones desarrolladas en servidores HP NonStop, particularmente las más relevantes, se ejecutan con bases de datos Enscribe.